# Laurentius Ask
Laurentius Ask, född i Asks socken, död 6 maj 1656 i Törnevalla socken, var en svensk präst. 

## Biografi
Ask var son till bonden Per Hemmingsson i Asks socken. Han blev student vid Uppsala universitet år 1608. Ask prästvigdes 6 mars 1610. 1612 blev han komminister i Norrköpings S:t Olai församling. 1619 blev Ask kyrkoherde i Örtomta församling. 1639 blev han kontraktsprost i Bankekinds kontrakt. Ask blev 1642 kyrkoherde i Törnevalla församling och prost 1650. Ask avled 1656 i Törnevalla socken.
Ask deltog i mötet vid Sveriges ståndsriksdags utskott 1636.

### Familj
Ask var gift med Anna Bothvidsdotter (död 1651). Hon var dotter till kyrkoherden Bothvidus Jonæ i Vånga församling. Makarna fick tillsammans barnen Engius, Petrus, Gustaf (född 1634), Brita och Christina. Den sistnämnda var gift med kyrkoherdarna Jonas Benedicti Kylander, Johannes Claudii Wagnerus och Daniel Gruf.